# 774

## Догађаји
- Википедија:Непознат датум — Владавина династије Абасида у Багдаду.
- Википедија:Непознат датум — Битка код Берзита

- Битка код Берзиције: Бугарски владар (каган) Телериг шаље малу војску за нападе (12.000 људи) да нападне југозапад Македоније и освоји Берзицију. Цар Константин V је обавештен о овом нападу од својих шпијуна у Плиски и окупља огромну силу (80.000 људи). Изненађује Бугаре, који нису очекивали да ће тамо пронаћи византијску војску, и одлучно их поражава. Бугари трпе велике губитке.
- Телериг шаље поруку Константину V, наводећи да ће побећи у изгнанство у Цариград. Заузврат, тражи од цара да открије шпијуне својим сарадницима у Плиски ради њихове безбедности. Константин шаље бугарској влади списак шпијуна; међутим, Телериг их све погубљује и елиминише византијску шпијунску мрежу унутар своје владе.
- Краљ Карло Велики осваја Ломбардско краљевство и успоставља франачку власт у Павији, Венецији, Истри, Емилији, Тоскани и Корзици. Карло Велики посећује Рим; Он потврђује Пипинову донацију (видети 756) док инсистира на свом суверенитету. Папа Хадријан I му додељује титулу патриција. Карло Велики одмах гуши устанке у Фурланији.
- Јун – Краљ Дезидерије предаје независност Ломбарда Францима и прогоњен је у опатију Корби (Пикардија). Карло Велики анектира северну Италију као подкраљевство и узима титулу Рекс Лангобардорум. Неки Ломбарди беже на југ у Беневенто, који остаје независан; војвода Арехис II преименује себе у „кнеза Беневента“.
- Саксонски ратови: Саксонски освајачи пустоше већи део северног Хесена (данашња Немачка) и спаљују опатију у Фрицлару, побивши опата и монахе. Карло Велики се брзо враћа у Аустразију, окупља локалне трупе и поново осваја Ересбург, пре него што долазак зиме заустави даље операције.
- Краљ Аурелије умире након 6-годишње владавине, а наследио га је његов рођак Сило, као владар Астурије (Северна Шпанија).
- Немири у Нортумбријској цркви изгледа да доводе до протеривања краља Алхреда, који је протеран из своје престонице Јорка. Он отпловљава из Бамбурга у егзил међу Пикте, где га дочекује краљ Киниод I. Замењује га Етелред I, једанаестогодишњи син покојног краља Етелвалда Мола.
- Краљ Офа од Мерсије покорава англосаксонска краљевства Кент и Весекс.
- Раст концентрације  угљеника C14 од 1,2% забележен у прстеновима дрвећа, забележен у леденим језгрима, сугерише да је веома јака соларна олуја могла погодити Земљу 774. или 775. године.